# The Confederate Ironclad
The Confederate Ironclad er en amerikansk stumfilm fra 1912 af Kenean Buel.

## Medvirkende
- Guy Coombs som Alan Yancey.
- Anna Q. Nilsson som Elinor Adams.
- Hal Clements som Roger Roland.
- Miriam Cooper som Rose Calvin.